# Rodolfo Irazusta
Rodolfo Irazusta  (Gualeguaychú, provincia de Entre Ríos, Argentina; 5 de junio de 1897 – Ciudad de Buenos Aires, Argentina; 3 de julio de 1967) fue un político y periodista de orientación nacionalista que colaboró estrechamente con su hermano menor Julio Irazusta.
Era hijo de un productor rural y su familia era conocida como simpatizante de la Unión Cívica Radical.
Irazusta que desde muy joven se había familiarizado con la política de comité, era un periodista nato que  durante un viaje a Europa quedó seducido por las ideas de Charles Maurras. A su retorno se hizo conocido al incorporarse al periódico La Nueva República, cuyo primer número apareció el 1° de diciembre de 1927 como director. El encargado de la sección política y  jefe de redacción era Ernesto Palacio. Además de ellos, otros redactores habituales fueron César Pico, Alberto Ezcurra, Tomás Casares –más adelante integró la Corte Suprema de Justicia de la Nación-, Julio Irazusta -hermano de Rodolfo- y Juan Emiliano Carulla. 
La publicación -cuatro páginas con análisis de la situación política del momento además de notas en las que propagaba sólidos principios doctrinales- fue primero quincenal y luego semanal, llegando a editarse diariamente durante algún tiempo.
En su primer número el periódico fijó su posición ante la situación política. Denunció que en la sociedad argentina había una profunda crisis de orden espiritual originada por las ideologías nacidas a partir de la Revolución Francesa que se habían difundido en las décadas anteriores, sobre todo en las clases dirigentes y en la universidad, que habían producido el desconocimiento de las jerarquías. Atacaba en especial la forma en que se impartía la enseñanza como consecuencia de la ley 1420 y de la Reforma Universitaria y criticaba a los partidos avanzados y a la propaganda de la prensa populachera que había contribuido la difusión de la democracia, y al “obrerismo bolchevizante”, producto de la influencia de la Revolución rusa. El diario alentaba a organizar la “contrarrevolución”, había que recuperar el Orden y los modelos preferidos eran la España del general Primo de Rivera y la Italia de Benito Mussolini.
Irazusta se acercó al general José Félix Uriburu en 1927 proponiéndole encabezar un golpe de Estado contra Hipólito Yrigoyen pero no aceptó. Junto con Roberto de Laferrere crearon la Liga Republicana, una organización juvenil fascista antiyrigoyenista. Cuando finalmente Uriburu derrocó al gobierno en 1930 Irazusta integró junto a Carulla, Ernesto Palacio y Bruno Jacovella el grupo de intelectuales  que lo apoyaba y propiciaba medidas de corte corporativista.